# 括苍山
括苍山，中国浙江省中部的一条山脉，为灵江和瓯江的分水岭。最高峰是为位于丽水市缙云县的大洋山，海拔1500.6米。

## 地理位置
括苍山山区面积约7000平方公里，跨丽水市青田、莲都、缙云，台州市的仙居、临海、黄岩、温岭总计两市七县市。

## 地貌特征
括苍山脉形成于中生代晚期，属亚洲大陆边缘火山带，和雁荡山同为洞宫山脉向东北伸展而成。总体上表现为一个巨型环状火山构造。

## 主要山峰
- 位于丽水市缙云县的大洋山，海拔1500.6米。

- 位于台州市临海市括苍镇的米筛浪，海拔1382.4米。

## 文化
- 括苍山是道教十大洞天之“括苍成德隐玄洞天”。
- 历史上也有以括苍为名的括苍县（今丽水市）。

## 延伸阅读
[在维基数据编辑]
 《欽定古今圖書集成·方輿彙編·山川典·括蒼山部》，出自陈梦雷《古今圖書集成》